# Kecamatan Ulubongka
Kecamatan Ulubongka är ett distrikt i Indonesien.   Det ligger i provinsen Sulawesi Tengah, i den centrala delen av landet, 1 700 km öster om huvudstaden Jakarta.